# Torredonjimeno Club de Fútbol
El Torredonjimeno Club de Fútbol fue un club de fútbol español de la ciudad de Torredonjimeno en Jaén. Fue fundado en 1940 y desapareció en 2009, año en que se funda la Unión Deportiva Ciudad de Torredonjimeno para sustituir al desaparecido club.

## Historia
El Torredonjimeno Club de Fútbol fue fundado en 1940. Curtido en las categorías regionales, a finales de los 90 se acomoda en Tercera División, consiguiendo en el año 2002 la que hasta ahora es su mayor gesta en lo deportivo, el ascenso a Segunda División B. La temporada 2007-2008 descendió de Tercera División por impagos. La temporada 2008-2009 empieza jugándola en el Grupo 3 de la Primera División Andaluza pero en la jornada 14 anuncia su retirada de la competición y con su posterior desaparición.

## Presidentes
Entre los presidentes del Torredonjimeno destaca la figura de Javier Checa, también alcalde de la ciudad y dueño de diversos negocios como Capital TV (televisión local de Málaga). Durante su mandato, el equipo organizó partidos excéntricos, como el que le enfrentó a la división femenina del Levante UD en favor de la lucha contra el cáncer o, especialmente, el conocido como Trofeo Escocia, en el que tanto el Torredonjimeno como sus rivales jugaban con falda escocesa en lugar de pantalón, y al que sólo podían acudir mujeres, ya que se vetaba la entrada al estadio a los hombres.

## Uniforme
- Uniforme titular: Camiseta a rayas verticales rojas y blancas, pantalón azul y medias rojas.
- Uniforme alternativo: Camiseta y pantalón oro y medias negras.

## Estadio
El Polideportivo Municipal Matías Prats, debe su nombre al famoso periodista deportivo Matías Prats Cañete, quien lo fundó. Situado en la calle Fuente del Mármol, cuenta con aforo para 4500 espectadores.

## Datos del club
- Temporadas en 1ª: 0
- Temporadas en 2ª: 0
- Temporadas en 2ª B: 1 (2002/03)
- Temporadas en 3ª: 8
- Temporadas en Regional Preferente: 23
- Temporadas en Primera Regional: 9

## Entrenadores
Su último entrenador fue Antonio Calahorro Alcaraz.

## Palmarés
- Subcampeón de Tercera División (1): 2004/05
- Campeón Fase autonómica Copa Federación de Andalucía Oriental: (1) 2001-02
- Campeón de Regional Preferente (3): 1990/91, 1991/92, 1997/98
- Campeón de Primera Regional (2): 1967/68, 1985/86